# اوستوالد ۱۱۸۴۴
سیارک ۱۱۸۴۴ (به انگلیسی: 11844 Ostwald، نامگذاری:1987QW2) یازده هزار و هشتصد و چهل و چهارمین سیارک کشف شده‌است که در ۲۲ اوت ۱۹۸۷ کشف شد.
قدر مطلق سیارک برابر ۳۸٫۹ است.